# 크리스틴 혼

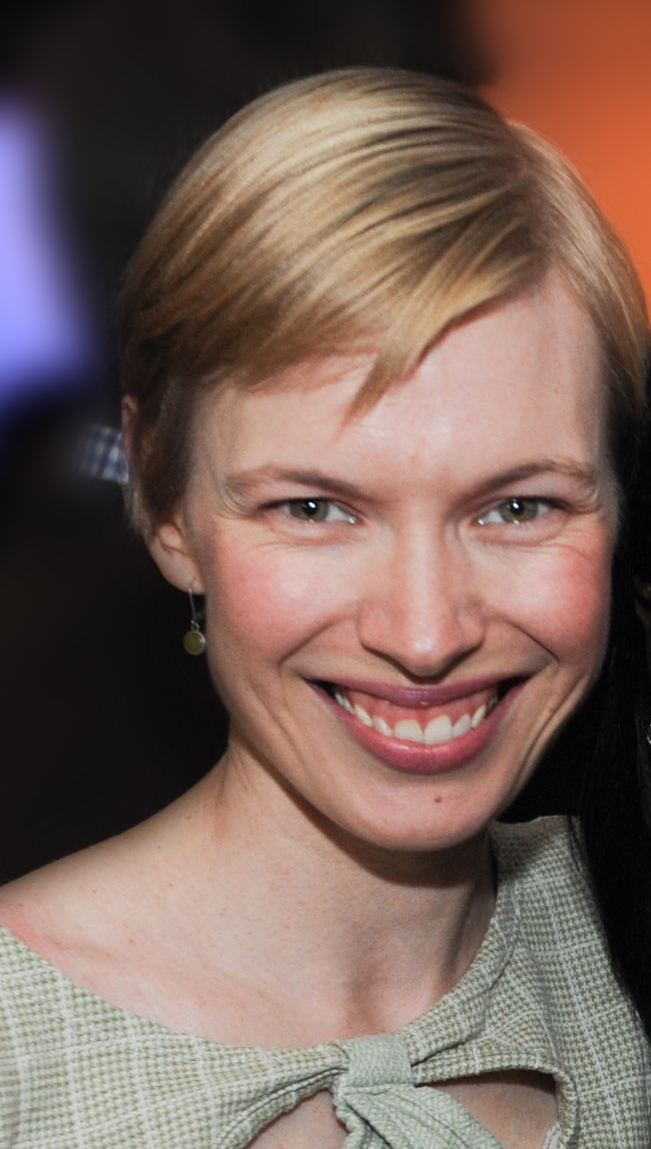

크리스틴 혼(Christine Horne, 1981년 12월 14일 ~ )은 캐나다의 배우, 영화배우이다.
오로라에서 태어났다.

## 방송
- 로스트 걸 시즌4

## 영화
- 아워 하우스 (2018년)
- 디어브룩 (2017년)
- 컴 백 (2016년)
- 하이에나 로드 (2015년)
- 하우 투 플랜 언 오지 인 어 스몰 타운 (2015년)
- 더 캡티브 (2014년)
- 트루 러브 (2013년)
- 우리는 더 원해 (2013년) - 한나 역
- 섹스 애프터 키즈 (2013년)
- 마가리타 (2012년) - 제인 역
- 렁 (2011년) - 낸시 역